# Piros Dimas
Pyrros Dimas (grec. Πύρρος Δήμας, alb. Pirro Dhima; ur. 13 października 1971 w Himarze) – grecki sztangista, wielokrotny medalista igrzysk olimpijskich, mistrzostw świata i Europy, a także działacz sportowy i polityk.

## Życiorys
Urodził się w Albanii w rodzinie etnicznych Greków. Do 1990 reprezentował Albanię, następnie wyjechał do Grecji, po szybkim uzyskaniu obywatelstwa zaczął startować w barwach tego kraju. Pierwszy sukces w karierze osiągnął w 1992, kiedy podczas mistrzostw Europy w Szekszárdzie zajął trzecie miejsce w wadze lekkociężkiej. W tym samym roku wystąpił na igrzyskach w Barcelonie, zdobywając złoty medal w tej samej kategorii. W zawodach tych pokonał Polaka Krzysztofa Siemiona (obaj udźwignęli 370 kg i ważyli tyle samo, o zwycięstwie zdecydowało to, który z zawodników pierwszy uzyskał końcowy wynik) oraz Rosjanina Ibragima Samadowa (który także osiągnął 370 kg, był jednak cięższy, a po zawodach został zdyskwalifikowany). Następnie zwyciężał na mistrzostwach świata w Kantonie w 1995 i mistrzostwach świata w Lahti w 1998. W międzyczasie w 1996 zdobył też złoty medal na igrzyskach w Atlancie, gdzie wynikiem 392,5 kg ustanowił nowy rekord świata. Pozostałe miejsca na podium w tej konkurencji zajęli Niemiec Marc Huster oraz Polak Andrzej Cofalik.
W 1999 zajął drugie miejsce na mistrzostwach świata w Atenach, przegrywając z Irańczykiem Szahinem Nasirinią. W następnym roku zdobył swój trzeci z rzędu tytuł mistrza olimpijskiego na igrzyskach w Sydney. Wynikiem 390 kg ustanowił nowy rekord olimpijski, pokonując Marca Hustera oraz Gruzina Giorgiego Asanidze. Został tym samym pierwszym w historii zawodnikiem, który zdobył trzy złote medale w tej wadze, a także drugim zawodnikiem (po Turku Naimie Süleymanoğlu), który zdobył trzy tytuły mistrza olimpijskiego w podnoszeniu ciężarów z rzędu. Ostatni medal olimpijski wywalczył na rozgrywanych w 2004 igrzyskach w Atenach, zajmując trzecie miejsce. Wyprzedzili go wówdczas Giorgi Asanidze i Andrej Rybakou z Białorusi. Na tych samych igrzyskach pełnił rolę chorążego reprezentacji Grecji.
W trakcie kariery zdobył ponadto trzy kolejne medale na mistrzostwach Europy: złoty na ME w Sofii (1993), srebrny na ME w Warszawie (1995) oraz brązowy podczas ME w Riesa (1998). W 1993 wywalczył złoty medal na igrzyskach śródziemnomorskich. Ustanowił jedenaście rekordów świata.
Został zawodowym wojskowym, służył w greckich siłach zbrojnych w stopniu majora. W 2008 objął stanowisko prezesa greckiej federacji podnoszenia ciężarów. W wyborach z maja 2012 uzyskał mandat posła do Parlamentu Hellenów z listy państwowej Panhelleńskiego Ruchu Socjalistycznego (PASOK). Z powodzeniem ubiegał się o reelekcję w kolejnych wyborach z czerwca tego samego roku. Później został dyrektorem technicznym w amerykańskiej federacji USA Weightlifting.

## Życie prywatne
Był żonaty z dziennikarką Anastasią Sdungu, która zmarła w 2018 na chorobę nowotworową. Ojciec czwórki dzieci.

## Osiągnięcia
| Rok  | Zawody               | Miasto    | Miejsce | Kategoria  | Wynik    |
| ---- | -------------------- | --------- | ------- | ---------- | -------- |
| 1992 | Mistrzostwa Europy   | Szekszárd | 3       | do 82,5 kg | 367,5 kg |
| 1992 | Igrzyska olimpijskie | Barcelona | 1       | do 82,5 kg | 370 kg   |
| 1993 | Mistrzostwa Europy   | Sofia     | 3       | do 83 kg   | 370 kg   |
| 1993 | Mistrzostwa świata   | Melbourne | 1       | do 83 kg   | 377,5 kg |
| 1995 | Mistrzostwa Europy   | Warszawa  | 1       | do 83 kg   | 387,5 kg |
| 1995 | Mistrzostwa świata   | Kanton    | 1       | do 83 kg   | 385 kg   |
| 1996 | Igrzyska olimpijskie | Atlanta   | 1       | do 83 kg   | 392,5 kg |
| 1998 | Mistrzostwa Europy   | Riesa     | 2       | do 85 kg   | 377,5 kg |
| 1998 | Mistrzostwa świata   | Lahti     | 1       | do 85 kg   | 387,5 kg |
| 1999 | Mistrzostwa świata   | Ateny     | 2       | do 85 kg   | 387,5 kg |
| 2000 | Igrzyska olimpijskie | Sydney    | 1       | do 85 kg   | 390 kg   |
| 2004 | Igrzyska olimpijskie | Ateny     | 3       | do 85 kg   | 377,5 kg |